# 大鬚鬍鯰
大鬚鬍鯰，為輻鰭魚綱鯰形目塘虱魚科的其中一種，分布於非洲剛果河流域，本魚頭部略呈矩形，寬的眼間距，大的齒板，具非常長的觸鬚。胸棘結實的而且些微地彎曲，在第一個鰓弓上的鰓耙長且細，鰓前的器官發展良好，背鰭軟條75-88枚;臀鰭軟條55-68枚，體長可達90公分，棲息在湖泊及河流，屬雜食性，以藻類、昆蟲幼蟲等為食。

## 扩展阅读
維基物種上的相關：大鬚鬍鯰